# ブラウンズビル (オレゴン州)
ブラウンズビル（英: Brownsville）は、アメリカ合衆国オレゴン州リン郡にある市。2000年の時点での人口は1,449人だった。2007年における推定人口は1,755人である。映画『スタンド・バイ・ミー』に登場する架空の地名、オレゴン州キャッスル・ロックの舞台としてロケをおこなった地であることにより名を知られる。

## 地理
アメリカ合衆国国勢調査局によれば、ブラウンズビル市の総面積は3.4 km2（1.3 mi2）で、その全域が陸地である。

## 人口動態

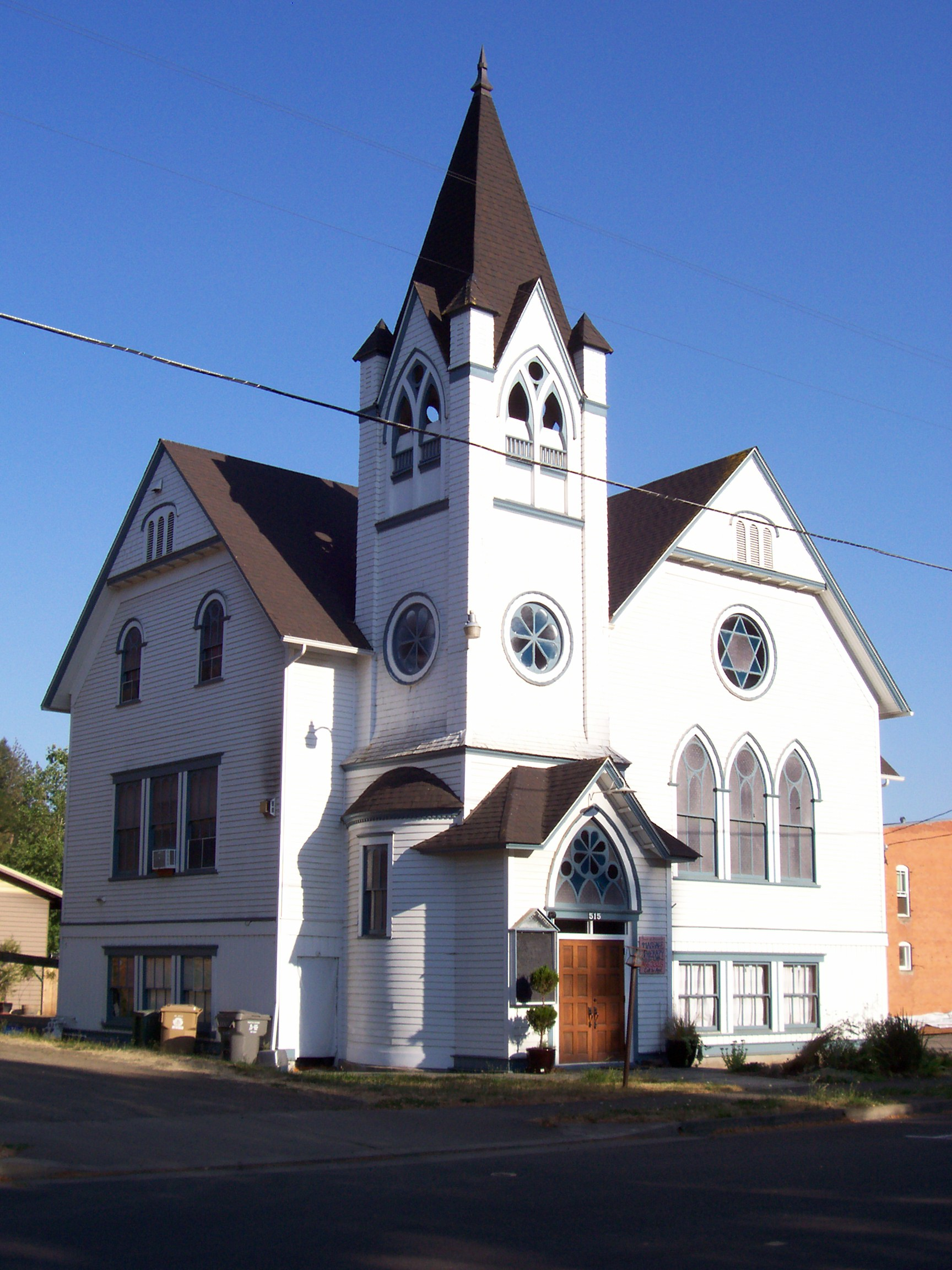
ブラウンズビルのバプテスト教会

以下は2000年現在の国勢調査による人口統計データである。
基礎データ
- 人口: 1,449人
- 世帯数: 535世帯
- 家族数: 411家族
- 人口密度:430.4人/km2（1,116.2人/mi2）
- 住居数: 579軒
- 住居密度: 172.0軒/km2（446.0軒/mi2）

人種別人口構成
- 白人: 93.65%
- アフリカン・アメリカン: 0.35%
- ネイティブ・アメリカン: 1.66%
- アジア人: 0.14%
- その他の人種: 0.55%
- 混血: 3.66%
- ヒスパニック・ラテン系: 2.07%

年齢別人口構成
- 18歳未満: 27.5%
- 18-24歳: 7.5%
- 25-44歳: 26.4%
- 45-64歳: 27.0%
- 65歳以上: 11.6%
- 年齢の中央値: 37歳
- 性比（女性100人あたり男性の人口）
  - 総人口: 102.1
  - 18歳以上: 98.9

世帯と家族（対世帯数）
- 18歳未満の子供がいる: 35.5%
- 結婚・同居している夫婦: 60.4%
- 未婚・離婚・死別女性が世帯主: 10.8%
- 非家族世帯: 23.0%
- 単身世帯: 19.4%
- 65歳以上の老人1人暮らし: 8.8%
- 平均構成人数
  - 世帯: 2.71人
  - 家族: 3.07人

収入と家計
- 収入の中央値
  - 世帯: 35,486米ドル
  - 家族: 39,671米ドル
  - 性別
    - 男性: 37,400米ドル
    - 女性: 24,643米ドル
- 人口1人あたり収入: 15,272米ドル
- 貧困線以下
  - 対人口: 8.8%
  - 対家族数: 5.6%
  - 18歳未満: 11.0%
  - 65歳以上: 7.4%